# American Garage
| Recensione | Giudizio |
| ---------- | -------- |
| AllMusic   | [ 2 ]    |

American Garage è un album del Pat Metheny Group registrato e pubblicato nel 1979.
Secondo album del gruppo, è stato nominato miglior album dell'anno da New York Jazz Awards. È il disco che ha portato effettivamente al successo il gruppo di Pat Metheny.

## Tracce

### LP
Lato A
Musiche di Pat Metheny e Lyle Mays.
1. (Cross the) Heartland – 6:49
2. Airstream – 6:14
3. The Search – 4:45

Lato B
Musiche di Pat Metheny e Lyle Mays.
1. American Garage – 4:08
2. The Epic – 12:55

## Formazione
- Pat Metheny - chitarra a 6 corde, chitarra a 12 corde
- Lyle Mays - pianoforte, sintetizzatore Oberheim, autoharp, organo
- Mark Egan - basso
- Dan Gottlieb - batteria

Note aggiuntive
- Pat Metheny - produttore
- Manfred Eicher - produttore esecutivo
- Registrazioni effettuate nel giugno 1979 al Longview Farm, presso Brookfield (Massachusetts)
- Kent Nebergall - ingegnere delle registrazioni
- Jesse Henderson - assistente ingegnere delle registrazioni
- Basil Pao - design copertina album originale
- Joel Meyerowitz - foto copertina album originale
- Rob Van Petten - altre foto copertina album originale[4]

## Classifica
Album
| Anno | Classifica    | Posizione raggiunta |
| ---- | ------------- | ------------------- |
| 1980 | Billboard 200 | 53                  |